# トリッキー
トリッキー（Tricky, 1968年1月27日 - ）は、イングランドのミュージシャン、シンガーソングライター、音楽プロデューサー。ブリストル出身。本名、エイドリアン・サウス (Adrian Thaws)。

## 概要
1990年代のイギリス音楽界に隆盛をみたトリップ・ホップ・ムーヴメントにおける代表的なアーティスト。日本での公演は、フジロックフェスティバルには3度出演し、2001年出演時には初日ホワイト・ステージのトリを務めた。サマーソニックにも1度出演している。

## 来歴
1982年にブリストルで結成されたDJ集団のワイルド・バンチに、1980年代半ばから準メンバーとして参加。数年後、ワイルド・バンチがマッシヴ・アタックに改称されて以降も客演を続け、マッシヴ・アタックのセカンド・アルバム『プロテクション』では、「カーマ・コーマ」等でコラボレーションを行った。
1994年から本格的にソロ・ミュージシャンとして始動。1995年に、トリッキーが4歳の時に自殺した母親の名を冠したデビュー作『マクシンクェーイ』を発表。ヒップホップからソウル、パンク、レゲエまでを融合したその音楽性が高い評価を得て全英アルバムチャート3位まで上昇、同年のマーキュリー賞へのノミネートや『メロディ・メイカー』誌の年間ベスト・アルバムに選出されるなど絶賛を浴びた。この作品は、先のマッシヴ・アタックなどと共にトリップ・ホップや「ブリストル・サウンド」などの言葉で語られる1990年代の名作として扱われることになる。
翌1996年は、1年で2枚のアルバムを発表するなど、2003年までの間にハイペースでのアルバム制作とリリースを重ねた。その間は自身のアルバムだけでなく、ビョークのアルバム『ポスト』のプロデュースや、映画『フィフス・エレメント』への出演、リミキサーとしてもビョークやエルヴィス・コステロ、ガービッジ、RIP SLYMEなどの楽曲を手掛ける。
2000年代に入って以降は、ツアー生活の疲弊から徐々に音楽活動への情熱を失っていき、替わりに、以前から楽曲提供などで関わり合いのあった映画業界をはじめとした映像分野への関心を強め、2004年に音楽活動を休止。その後はニューヨークに拠点を移してショート・フィルムやPV製作などのサイド・プロジェクトに専念する。
2008年に音楽活動を再開。その理由は「アメリカでの生活中、ラジオから流れてくるメインストリームの売れ線ヒップホップのあまりの駄作ぶりに閉口し、今の自分でさえ、あれよりは良い曲を書けるだろうと思った」からだそうである。

## 音楽性
ダブの物憂げな低音域と緻密なサンプリングを駆使した編集音源に、トリッキー自身の凄惨な生い立ちを綴った呪術的なリリックが絡み合った、地を這うように漸進するグルーヴ感が特徴。
アルバム毎のサンプリングも多彩で、サンプルネタの楽曲は盟友マッシヴ・アタックのものから、パブリック・エナミー、マイケル・ジャクソン、ダフト・パンクさらには無断サンプリングをしたということで関係が悪化したポーティスヘッドまで多岐にわたる。一方で、ビョークやスペシャルズのボーカルであるテリー・ホール、ジョン・フルシアンテやシンディ・ローパーら豪華なゲスト参加の例もある。
レーベル移籍後の6枚目となるアルバム『ブロウバック』からはポップ路線にシフトしていき、次第にキャッチーな楽曲が増えていった。作品を重ねる毎に、幽玄のナーコスティック・サウンドは影を潜め、打ち込み中心だった製作から生演奏によるバンド編成のレコーディングも用いられるようになっている。

## ディスコグラフィ

### スタジオ・アルバム
- 『マクシンクェーイ』 - Maxinquaye (1995年) ※全英3位
- 『ニアリー・ゴッド』 - Nearly God (1996年) ※全英10位。ニアリー・ゴッド名義
- 『プレ・ミレニアム・テンション』 - Pre-Millennium Tension (1996年) ※全英30位
- 『エンジェル・ウィズ・ダーティ・ファイセス』 - Angels with Dirty Faces (1998年) ※全英23位
- 『ジャクスタポウズ』 - Juxtapose (1999年) ※全英22位
- 『ブロウバック』 - Blowback (2001年) ※全英34位
- 『ヴァルネラブル』 - Vulnerable (2003年) ※全英88位
- 『ノウル・ウエスト・ボーイ』 - Knowle West Boy (2008年) ※全英63位
- 『ミックスド・レース』 - Mixed Race (2010年) ※全英118位
- 『フォルス・アイドルズ』 - False Idols (2013年) ※全英66位
- 『エイドリアン・サウス』 - Adrian Thaws (2014年) ※全英107位
- 『スキルド・メカニクス・フィーチャリング・DJミロ&ルーク・ハリス』 - Skilled Mechanics, featuring DJ Milo and Luke Harris (2016年)
- 『アンユニフォーム』 - Ununiform (2017年)
- 『フォール・トゥ・ピーシーズ』 - Fall to Pieces (2020年) ※全英69位
- 『ロンリー・ゲスト』 - Lonely Guest (2021年)

### コンピレーション・アルバム
- 『ラフ・ガイド:ベスト・オブ・トリッキー』 - A Ruff Guide (2002年) ※アイランド・レコード在籍時代の初期4作をまとめたベスト盤。
- 『バック・トゥ・マイン』 - Back to Mine (2003年) ※ミックス・アルバム